# Bahram Mirza
Le prince Bahram Mirza Moezz-od-Dowleh Qadjar (Tabriz, 1806 - Téhéran, 1882 ; بهرام میرزا معزالدوله قاجار) est le deuxième fils d'Abbas Mirza (héritier du chah Fath Ali) de la dynastie des Qadjars, d'origine turcomane. Bahram Mirza était un prince éduqué et érudit qui était expert en de nombreux domaines, ce qui lui valait le sobriquet de Mollah Bahram. Il était également francophone. Il fut ministre de la Justice sous le règne de son neveu Nasseredin.
Napoléon, lorsqu'il a semblé au moment du traité de Finkenstein (1807) s'approcher de la Perse pour contrer l'influence anglaise aux Indes, a envoyé un certain nombre d'officiers et instructeurs français en Perse pour aider à organiser l'armée. Le prince Bahram reçoit lui aussi une telle formation dans la continuité de celle qu'avait amorcée le général de Gardane. Cela aboutit par ailleurs à son livre La Discipline de la guerre dont un exemplaire unique lithographié subsiste aujourd'hui dans les archives de la famille Moezzi. Le prince Bahram Mirza est le fondateur de la famille Moezzi. Lorsque plus tard les noms de famille sont rendus obligatoires en Iran, son titre de Moezeddoleh devient le nom de famille Moezzi par une loi décrétée par Reza Pahlavi, après 1925 et le renversement de la dynastie qadjare.
Le prince Bahman Mirza meurt à Téhéran en 1882 à l'âge de soixante-six ans, laissant quatre-vingt-deux descendants.